# Iljitschowka (Kaliningrad)
Iljitschowka (russisch Ильичёвка, deutsch Lank, litauisch Lankas) ist ein Ort in der russischen Oblast Kaliningrad (Gebiet Königsberg (Preußen)) und gehört zur Pogranitschnoje selskoje posselenije (Landgemeinde Pogranitschny (Hermsdorf)) im Rajon Bagrationowsk (Kreis Preußisch Eylau).

## Geographische Lage
Iljitschowka liegt 14 Kilometer nordöstlich der früheren Kreisstadt Mamonowo (Heiligenbeil). Der Ort ist auf einer Nebenstraße zu erreichen, die bei Pjatidoroschnoje (Bladiau) von der russischen Regionalstraße 27A-020 (ex A 194, frühere deutsche Reichsstraße 1) in östlicher Richtung abzweigt. Die nächste Bahnstation ist Primorskoje-Nowoje (Wolittnick) an der Strecke von Kaliningrad (Königsberg) über Mamonowo nach Polen (frühere Preußische Ostbahn).

## Geschichte

### Lank
Das bis 1947 Lank genannte Dorf fand seine erste Erwähnung bereits im Jahre 1404. 
Von 1874 bis 1945 war es in den Amtsbezirk Bladiau (heute russisch: Pjatidoroschnoje) eingegliedert und gehörte somit zum Landkreis Heiligenbeil im Regierungsbezirk Königsberg der preußischen Provinz Ostpreußen.
Im Jahre 1910 waren hier 769 Einwohner registriert. Ihre Zahl betrug 1933 noch 738 und 1939 742.
Infolge des Zweiten Weltkrieges kam Lank mit dem nördlichen Ostpreußen zur Sowjetunion und erhielt 1947 die russische Bezeichnung „Iljitschowka“. Bis zum Jahre 2009 war der Ort in den Pogranitschni selski sowjet (Dorfsowjet Pogranitschny (Hermsdorf)) eingegliedert und ist seither – aufgrund einer Struktur- und Verwaltungsreform – eine als „Siedlung“ (russisch: possjolok) eingestufte Ortschaft innerhalb der neu gebildeten Pogranitschnoje selskoje posselenije (Landgemeinde Pogranitschny) mit Sitz in Sowchosnoje (Rippen) im Rajon Bagrationowsk.

### Lankhof
Ein Wohnplatz in der Gemeinde Lank war der Abbau Schirrmacher, der ab 31. Juli 1840 „Lankhof“ hieß. Es handelte sich um einen großen Hof. Nach 1945 wurde der Ort nicht mehr genannt, vielleicht ist er in Lankhof aufgegangen. Er gilt heute als untergegangen.

## Kirche
Mit seiner fast ausnahmslos evangelischen Bevölkerung war Lank mit Lankhof  bis 1945 in das Kirchspiel Bladiau (heute russisch: Pjatidoroschnoje) eingepfarrt. Es gehörte zum Kirchenkreis Heiligenbeil (Mamonowo) in der Kirchenprovinz Ostpreußen der Kirche der Altpreußischen Union.
Heute liegt Iljitschowka im Einzugsgebiet der in den 1990er Jahren neu entstandenen evangelisch-lutherischen Gemeinde in Mamonowo (Heiligenbeil). Sie ist eine Filialgemeinde der Auferstehungskirche in Kaliningrad (Königsberg) innerhalb der Propstei Kaliningrad der Evangelisch-lutherischen Kirche Europäisches Russland (ELKER).